# Stepanavan
Stepanavan (armeană Ստեփանավան) este un oraș din provincia Lori, Armenia.